# Przydatki Dmenińskie
Przydatki Dmenińskie – przysiółek wsi Dmenin w Polsce, położony w województwie łódzkim, w powiecie radomszczańskim, w gminie Kodrąb.
W latach 1975–1998 przysiółek administracyjnie należał do województwa piotrkowskiego.
W okolicach przysiółka przepływa Struga, dopływ Pilicy.